# Susi és Tekergő 2. – Csibész, a csavargó
A Susi és Tekergő 2. – Csibész, a csavargó (eredeti cím: Lady and the Tramp II: Scamp's Adventure) 2001-ben megjelent amerikai 2D-s számítógépes animációs zenés-romantikus kalandfilm-vígjáték, amely az 1955-ben bemutatott Susi és Tekergő című rajzfilm folytatása. Az animációs játékfilm rendezője Darrell Rooney, producere Jeannine Roussel. A forgatókönyvet Flip Kobler írta, a zenéjét Martin Erskine szerezte. A videofilm a Walt Disney Pictures és a DisneyToon Studios gyártásában készült, a Walt Disney Home Video forgalmazásában jelent meg.
Amerikában 2001. február 27-én, Magyarországon 2001. március 6-án adták ki VHS-en és DVD-n. A magyar változatot Blu-rayen is kiadták.
Ez volt Sinkovits Imre utolsó szinkronmunkája. A szinkron 2001 januárjában, néhány héttel a halála előtt készült el.

## Szereplők
| Szereplő     | Eredeti hang                         | Magyar hang                     | Leírás                                                                            |
| ------------ | ------------------------------------ | ------------------------------- | --------------------------------------------------------------------------------- |
| Csibész      | Scott Wolf Roger Bart (ének)         | Bereczki Zoltán                 | Egy fiatal kutya, Susi és Tekergő fiatalabbik fia, aki kóbor kutya akar lenni.    |
| Angyal       | Alyssa Milano Susan Egan (ének)      | Oroszlán Szonja                 | Egy fiatal törpespicc-husky keverék, Csibész szerelme.                            |
| Vagány       | Chazz Palminteri Jess Harnell (ének) | Háda János                      | Egy dobermann, a kóbor kutyák vezetője.                                           |
| Tekergő      | Jeff Bennett                         | Stohl András Nagy Sándor (ének) | Egy keverék kutya apuka, Annette, Collette, Danielle és Csibész apja.             |
| Scotch       | Jeff Bennett                         | Balázs Péter                    | Egy skót terrier és egy véreb, Susi és Tekergő szomszédai.                        |
| Tappancs     | Jeff Bennett                         | Sinkovits Imre (utolsó szerepe) | Egy skót terrier és egy véreb, Susi és Tekergő szomszédai.                        |
| Sintér       | Jeff Bennett                         | Kerekes József                  | Az egyszemélyes sintér, Don Knotts ábrázata.                                      |
| Susi         | Jodi Benson                          | Varga Zsuzsa                    | Egy amerikai cocker spániel anyuka, Annette, Collette, Danielle és Csibész anyja. |
| Szőrmók      | Bill Fagerbakke                      | Kálid Artúr                     | Egy óangol juhászkutya, a kóbor kutyák tagja.                                     |
| Rubin        | Cathy Moriarty                       | Balogh Anna                     | Egy afgán agár szuka, a kóbor kutyák női tagja.                                   |
| Jampi        | Mickey Rooney                        | Melis Gábor                     | Egy ír farkaskutya, a kóbor kutyák tagja.                                         |
| Francois     | Bronson Pinchot                      | Kálloy Molnár Péter             | Egy francia akcentussal beszélő boston terrier, a kóbor kutyák tagja.             |
| Scratchy     | Dee Bradley Baker                    | saját hangján                   | Egy border terrier, a kóbor kutyák tagja, aki folyton vakarózik.                  |
| Annette      | Debi Derryberry                      | Csuha Bori                      | Hármas ikrek, Susi és Tekergő idősebbik lányai, Csibész nővérei.                  |
| Collette     | Kath Soucie                          | Győrfi Laura                    | Hármas ikrek, Susi és Tekergő idősebbik lányai, Csibész nővérei.                  |
| Danielle     | Kath Soucie                          | Patkó Csenge                    | Hármas ikrek, Susi és Tekergő idősebbik lányai, Csibész nővérei.                  |
| Drágám       | Barbara Goodson                      | Igó Éva                         | A vörös hajú nő, Junior anyja.                                                    |
| Jim szívem   | Nick Jameson                         | Csankó Zoltán                   | A barna hajú bajuszos férfi, Junior apja.                                         |
| Junior       | Andrew McDonough                     | Gábor Dani                      | A szőke hajú fiúgyermek, Jim szívem és Drágám fia.                                |
| Sarah néni   | Tress MacNeille                      | Győri Ilona                     | Junior nagy-nagy nénje, aki a függetlenség napjára jön Jimékkel.                  |
| Tony         | Jim Cummings                         | Papp János                      | Olasz vendéglős a dalbetétben.                                                    |
| Joe          | Michael Gough                        | Rajhona Ádám                    | Tony szakácsa a dalbetétben.                                                      |
| Mrs. Mahoney | April Winchell                       | Némedi Mari                     | Egy kétségbe esett kövér nő, aki elveszíti a parókáját.                           |
| Otis         | Rob Paulsen                          | Szokol Péter                    | Egy pletykás kóbor kutya a sintértelepen.                                         |
| Si és Am     | Mary Kay Bergman Tress MacNeille     | saját hangjukon                 | Sarah néni sziámi macskái.                                                        |
| Reggie       | Frank Welker                         | saján hangján                   | Egy rendkívül veszett nagy bulldog-pitbull keverék.                               |

További magyar hangok: Garai Róbert, Katona Zoltán, Pethes Csaba, Scherer Péter

## Betétdalok
| Magyar                                 | Magyar                                                                                | Angol                                    | Angol                                                                           |
| Dal                                    | Előadó                                                                                | Dal                                      | Előadó                                                                          |
| -------------------------------------- | ------------------------------------------------------------------------------------- | ---------------------------------------- | ------------------------------------------------------------------------------- |
| Ünnep                                  | Varga Zsuzsa Nagy Sándor Csuha Bori Győrfi Laura Patkó Csenge Papp János Rajhona Ádám | Welcome Home                             | Jodi Benson Jeff Bennett Debi Derryberry Kath Soucie Jim Cummings Michael Gough |
| Nincs lánc, nincs kerítés              | Bereczki Zoltán                                                                       | World Without Fences                     | Roger Bart                                                                      |
| Szemét tánc                            | Háda János Kálid Artúr Balogh Anna Melis Gábor Kálloy Molnár Péter                    | Junkyard Society Rag                     | Jess Harnell Bill Fagerbakke Cathy Moriarty Mickey Rooney Bronson Pinchot       |
| Nem hittem, hogy így érzek egyszer még | Bereczki Zoltán Oroszlán Szonja                                                       | I Didn't Know That I Could Feel This Way | Roger Bart Susan Egan                                                           |
| A család                               | Bereczki Zoltán Nagy Sándor Varga Zsuzsa Oroszlán Szonja                              | Always There                             | Roger Bart Jeff Bennett Jodi Benson Susan Egan                                  |
| Bella Notte (Szép ez az éj)            | eredeti nyelven                                                                       | Belle Notte (This is the Night)          | Joy Enriquez Carlos Ponce                                                       |

## Televíziós megjelenések
Disney Junior 